# Амазонки
Амазо́нки (грец. Αμαζόνες) — в античній міфології войовниче плем'я жінок, які не терпіли у своєму середовищі чоловіків. Присутнє в слов'янській міфології як «амазони».
За стародавніми переказами, вони утворили могутню державу на чолі з царицею. Одружувалися з представниками сусідніх племен тільки для продовження роду, потім відсилали чоловіків назад. Новонароджених хлопчиків віддавали батькам або вбивали, дівчаток виховували для війни.

## Етимологія
Слово «амазонка» ймовірно походить від іранського слова «ha-mazan» (воїн), або від перського «hamazakaran» (робити війну), що в свою чергу сходить до індо-іранського кореня *kar- робити. Ще один варіант — від слова «*ṇ-mṇ-gw-jon-es» (без чоловіка, неодружена), можливо від іранського «*ama-janah» (вбивця мужності).
Ще одна, міфологічна, версія походження назви полягає в тому, що амазонки припікали собі груди для зручності стрільби з лука. Тож назва амазонок тлумачиться як «безгруда» («а-» — без, «мазос» — груди). Втім, лінгвісти вважають таку версію не цілком точною — «безгрудість» слід розуміти як вказівку на те, що амазонки не вигодовували дітей власним молоком. Інші трактування пропонують варіанти «ті, хто живе разом» чи «ті, хто з поясами».
Геродот також називав амазонок «андроктонами» (Ἀνδροκτόνες), тобто «вбивцями [чоловіків]» і «андролетейрами» (Ἀνδρολέτειραι), що означає «винищувачки людей, вбивці». У грецьких текстах амазонок крім того називають «антианейрами» (Ἀντιάνειραι) — «протилежними (рівними, але протиставленими) чоловікам», а Есхіл використовував назву «стиганор» (Στυγάνωρ) — «чоловіконенависниці».

## У міфах

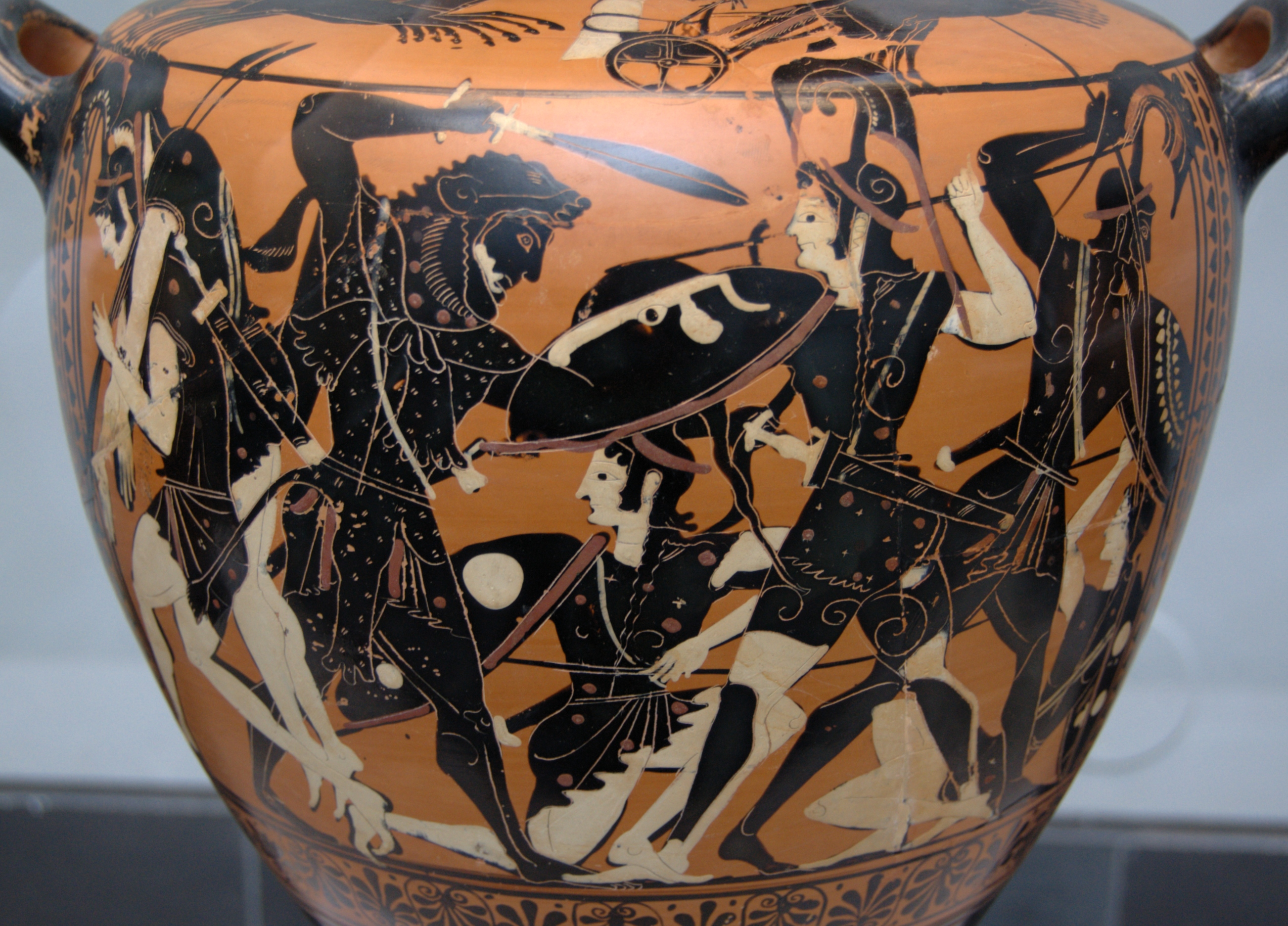
Сцена амазономахії:
Геракл та амазонки,
аттична чорнофігурна гідрія

### Походження та життя
Амазонки походили від бога війни Ареса та німфи Гармонії. Німфа проживала в Акмонійському лісі поблизу Феміскіри — легендарного міста на узбережжі Чорного моря в Анатолії. Від Ареса вона народила перше покоління амазонок або їхню першу царицю Отреру. За деякими згадками Гармонія була німфою ясена — дерева, з якого вперше створили списи, за іншими — німфою джерела. Цариці амазонок Іпполіта, Антіопа та Пантесілея також часом згадуються як дочки Ареса.
Своїх дітей годували кибилячим молоком. Зброєю амазонкам слугували подвійна сокира, спис, лук і щит у формі півмісяця. Ці войовниці були вправними вершницями та лучницями. Псевдо-Гіппокарат писав, що амазонки припікали дівчаткам праву грудь розжареним мідним інструментом, щоб вона не росла, а вся сила перейшла в ліве плече.

### Війни амазонок
За словами Діодора Сицилійського, амазонки під проводом Міріни підкорили Атлантиду та вирушили воювати з племенем горгон. Проте, святкуючи першу перемогу над горгонами, вони необачно поснули. Тоді полонені дали знак своїм головним військам, вони спустилися з навколишніх пагорбів і вбили амазонок, поки ті спали. Решта помандрували через Сирію до Малої Азії, підкоряючи на шляху землі та засновуючи великі міста: Мірина, Кім, Пітана та Прієна, Кирена, Гринейон, Смірна, Анея, Фіви, Сінопа, Пігела. В Ефесі, який теж заснували жінки-воїни, вони побудували храм Артеміді, богині полювання. Коли флот Міріну занесло штормом на  острів Самотракі, цариця спорудила там вівтарі Артеміді та намірилася завоювати Фракію. Тоді фракійський цар покликав своїх союзників, скіфів із Причорномор'я, і в битві Міріна загинула. Амазонки відступили до своїх твердинь в Азії та Північній Африці..
Тесей допомагав Гераклу у війні проти амазонок і отримав як військову здобич царицю Антіопу, також знану як Меланіппа. Вона подарувала Тесею місто Феміскіру. Сестра Антіопи Оріфія виступила проти Тесея за підтримки скіфів. Жодна з армій не наважувалася першою почати битву, поки Тесей за порадою оракула не приніс жертву Фобосу. Ціною великих втрат військо Тесея відтіснило амазонок до їхнього табору. Різні міфографи писали, що афіняни та амазонки уклали мир, або що Тесей гнав амазонок аж до Скіфії, де вони і лишились. Оріфія або загинула в бою, або померла з горя в Мегарі. Амазонкам, що померли в тій війні, приписувалися могили в Амазонії, Фессалії, Хоронеї, Лаконії та інших землях.
Геракл за завданням царя Еврістея мусив добути золотий пояс Іпполіти, подарований їй Аресом. Він поплив до володінь амазонок по річці Фермодонт і досягнув Феміскіри. Захоплена силою і красою Геракла, Іпполіта вона вирішила віддати йому пояс добровільно, однак богиня Гера підбурила амазонок до війни чутками, що Геракл схотів викрасти царицю. Геракл убив Іпполіту, забрав її пояс, озброївся її сокирою та надягнув її обладунки, завдяки яким переміг. За іншою версією Геракл захопив Іпполіту в полон, а цариця Меланіппа викупила її. Ще один варіант міфу стверджує, що Іпполіту захопив Тесей і віддав її пояс Гераклу. Або що Геракл виборов пояс у чесному двобої з Іпполітою, яка вирішила померти, але не визнати поразку.
Цариця амазонок Пентесілея допомагала Пріаму в Троянській війні, але загинула в битві, вбита Ахіллом. За деякими версіями, Ахілл, коли зняв з неї шолом, закохався в мертву Пентесілею.

### Групи амазонок
Античні письменники розрізняли три групи амазонок:
- азійські амазонки — мешкали по берегах Чорного моря, в районі річки Фермодонт на Понті, та заснували міста Смірну, Ефес та ін.[1]. Їм приписується винайдення залізної зброї та перше використання коней на війні[6].
- скіфські амазонки — спілкувалися із сусідніми скіфами, а згодом із сарматами[1]. Їхньою відомою царицею була Лісіппа[6].
- африканські амазонки — за цариці Міріни здобули перемогу над горгонами й атлантами, перейшли Єгипет і Аравію та заснували столицю над озером Трітоніс; їх знищив Геракл[1].

## У легендах
Павсаній писав, що спартанці зіткнулися з жорстокими жінками-воїнами під час війни з Аргосом приблизно в 494 році до нашої ери. Армія Аргосу була знищена, а вцілілі воїни втекли до священного гаю. Тоді спартанський полководець підпалив гай і ті згоріли. Потім спартанці напали на сам Аргос, але поетеса Телесилла, видатна аргівська поетеса, взяла на себе оборону міста. Вона наказала всім жителям — жінкам, старим і рабам, — стати на оборону та взяти зброю, пожертвувану храмам. Спартанці вирішили, що програти жінці буде негідно і відступили.
Під час походу Александра Македонського цариця амазонок Телестріда відвідала його, щоб спокусити та народити від Александра дитину.

## В історичних документах

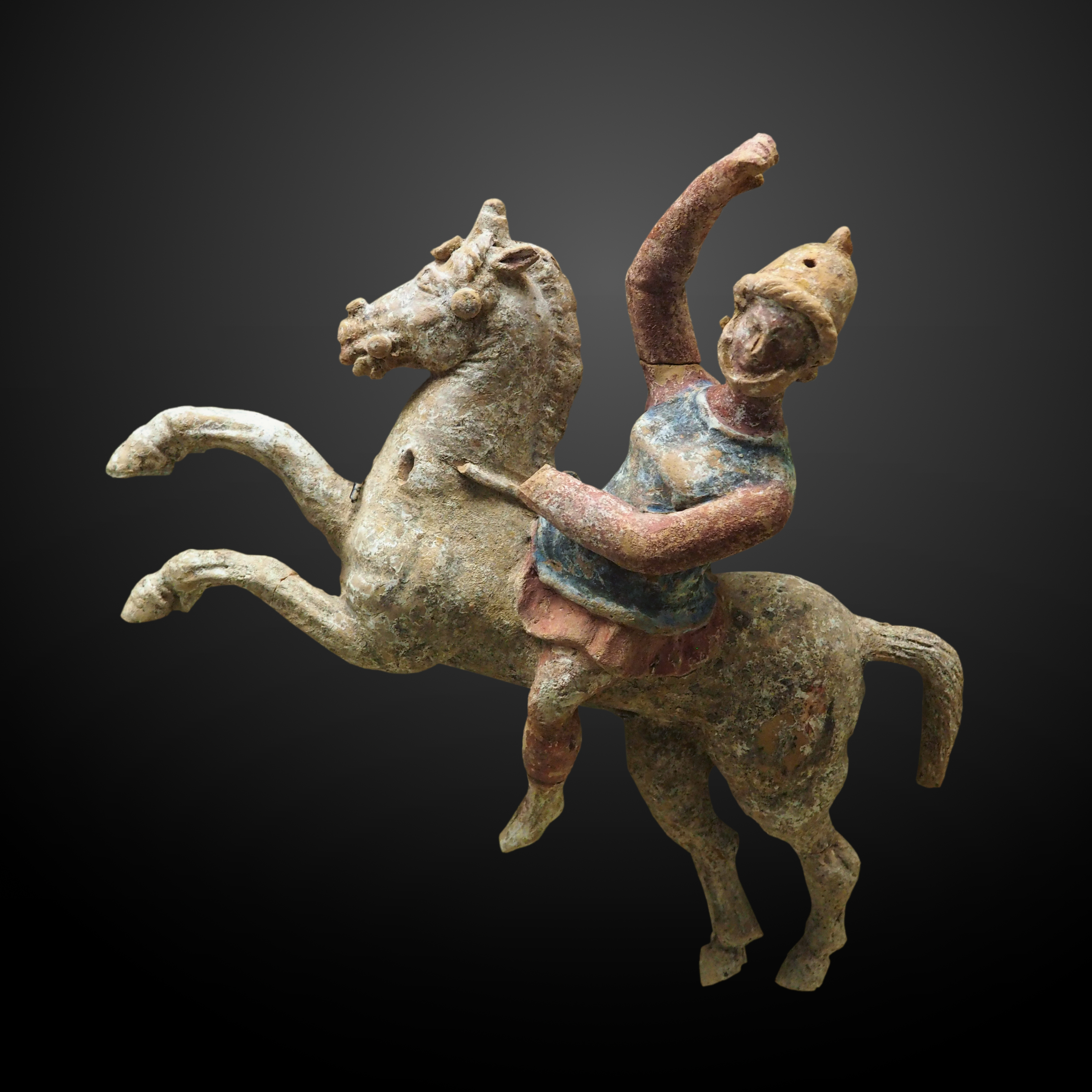
Теракотова фігурка амазонки, між IV ст. та III ст. до н. е

Найдавніша згадка про амазонок у грецькій літературі наявна в «Іліаді» Гомера, записаній у VIII столітті до нашої ери. Але міфи про амазонок можна датувати ранішим періодом близько 1100—750 рр. до н. е., можливо, навіть бронзовим віком (близько 1600—1100 рр. до н. е.). Гомер посилався на стародавні легенди про фортеці амазонок у Лікії та Фригії та зазначив, що цариця амазонок Міріна, відома швидкістю своїх колісниць, була похована на Троянській рівнині.
Геродот детально описав спосіб життя амазонок у V столітті до нашої ери. За його словами, вони були войовничим і варварським племенем вершниць, які населяли пустелю поза відомим світом. Хоча є легенди, котрі поміщають амазонок в Північній Африці чи в степах Європи, в міру того, як відомий світ розширювався, і місце життя амазонок відсовувалося.
За словами грецького історика Діодора Сицилійського, початковою батьківщиною амазонок була Лівія на півночі Африки. Їхня земля була багата на фрукти та дичину, тому вони могли не турбуватися про сільське господарство та зосередитися на війні. Діодор вказував на завойовницькі дії цариці Міріна та заснування нею столицю амазонок у Херсонесі.
Плутарх згадував вторгнення амазонок, очолюваних Орітією, які спустошили Північну Грецію та Аттику і проникли до самого серця афінської території, обложивши стіни самого Акрополя баштами. Однак, амазонки зазнали поразки і це був перший випадок, коли афіняни дали відсіч іноземним загарбникам. Оратор IV століття Лісій описував, що амазонки в Малій Азії «керували багатьма землями і поневолили своїх сусідів», а потім рушили проти Афін, шукаючи слави, проте «зробили нетлінною пам'ять про наше місто через його хоробрість, а свою країну зробили безіменною через їхнє тутешнє лихо».
У VII ст. нашої ери вірменський літопис «Ашхарацуйц» згадував плем'я «амазони» серед «народів в Сарматії» (див. «Сарматія») локалізованих у «Сарматії Азійській».
За повідомленням «Повісті минулих літ» XII ст. амазонки мешкали у Малій Азії, біля Понтійського моря (Чорного моря), та на пониззі р. Дону, біля берегів Меотіди (Меотії) — Азовського моря:
|  | Амазонки ж мужа не мають, яко скот безсловесний, а один раз на рік, під весняні дні, ідуть вони із землі своєї і злягаються з навколишніми мужами, вважаючи цей час за якесь для них торжество і велике празникування. Коли ж од них зачнуть вони у чреві, то знову розбіжаться звідси всі. А як прийде пора родити і якщо народиться хлопча - погублять його, якщо ж дівочої статі - то вигодують і дбайливо її виростять. |

## Відомі амазонки
- Амазонка у штанах, несе щит з сагайдаком, 470 р. до н. е., Британський музейАґава. Амазонка[21].

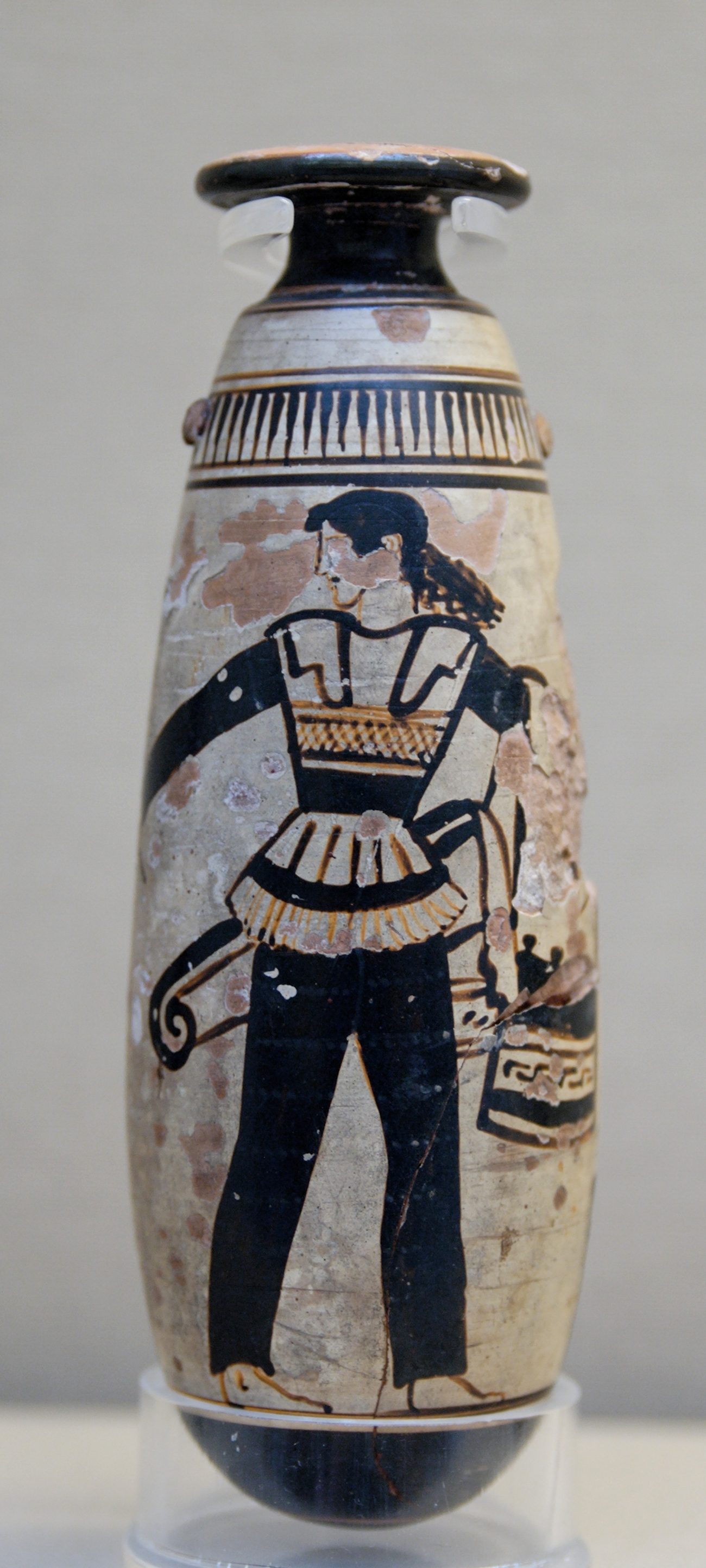
Амазонка у штанах, несе щит з сагайдаком, 470 р. до н. е., Британський музей

- Алкібія[en]. Амазонка, супутниця Пентесілеї[22]. Вбита Діомедом[23].
- Алкіпа. Амазонка. Дала обітницю назавжди лишитися дівою, вбита Гераклом[24].
- Амазоя. За анонімним алфавітним поясненням до Гомера, мати амазонок[25].
- Андромаха. «Чоловікопоборна». Це ім'я часто носять амазонки (написи на вазах)[26].
- Антандра[en]. Амазонка, супутниця Пентесілеї[27]. Вбита Ахіллом[28].
- Антианіра, очільниця амазонок після загибелі цариці Пентесілеї.
- Антиброта. Амазонка, супутниця Пентесілеї[22]. Убита Ахілом[28].
- Антіопа.
- Арето[en]. Амазонка, супутниця Іполіти. Разом з Пантарістою та Іфіто перемогли супутників Геракла.
- Астерія. Амазонка. Вбита Гераклом у бою[24].
- Бремуса[en]. Амазонка, супутниця Пенфесілеї[27]. Вбита Ідоменеєм[29].
- Гармофоя. Амазонка, супутниця Пентесілеї[30]. Вбита Ахіллом[31].
- Гарпа. Амазонка, учасниця битви скіфів і колхів. Вбита Гесандром[32].
- Гіпо. Амазонка. Перша жриця Артеміди в Ефесі, коли була поставлена її старовинна статуя коло дуба. Не погодилася з танцем перед вівтарем і була покарана[33].
- Гіпофоя. Амазонка[21]. Супутниця Пентесілеї[30]. Вбита Ахіллом[28].
- Ґлавка. Амазонка[21]. Ім'я матері Іполіта (версія)[34] (див. Іполіта).
- Гріна. Амазонка, засновниця міста Гріней. У неї був закоханий Аполлон, вона кинулася від нього в море[35].
- Дерімахія. Амазонка, супутниця Пентесілеї[22]. Вбита Діомедом[23].
- Деріноя. Амазонка, супутниця Пентесілеї[36]. Вбита Еантом Оілідом[37].
- Деяніра. Амазонка. Вбита Гераклом у бою[24].
- Діоксіпа. Амазонка[21].
- Євандра. (Евандра.) Амазонка, супутниця Пентесілеї[27]. Вбита Меріоном[38].
- Євріала. Амазонка у війську Еета[39].
- Єврібія.[40] Амазонка. Супроводжувала на полюванні Артеміду. Вбита Гераклом у бою[24].
- Евріпіла. Згідно Аріана, амазонка, що колись атакувала ассирійців[41].
- Іпполіта (Гіполіта). Цариця амазонок.
- Іфінома. Амазонка[21].
- Іфіто[en]. Амазонка, билася проти Геракла і його капітанів Теламона, Тесея і Тіаміда, щоб помститися за смерть Іпполіти.
- Кєлєно. Амазонка. Супроводжувала на полюванні Артеміду. Вбита Гераклом у бою[24].

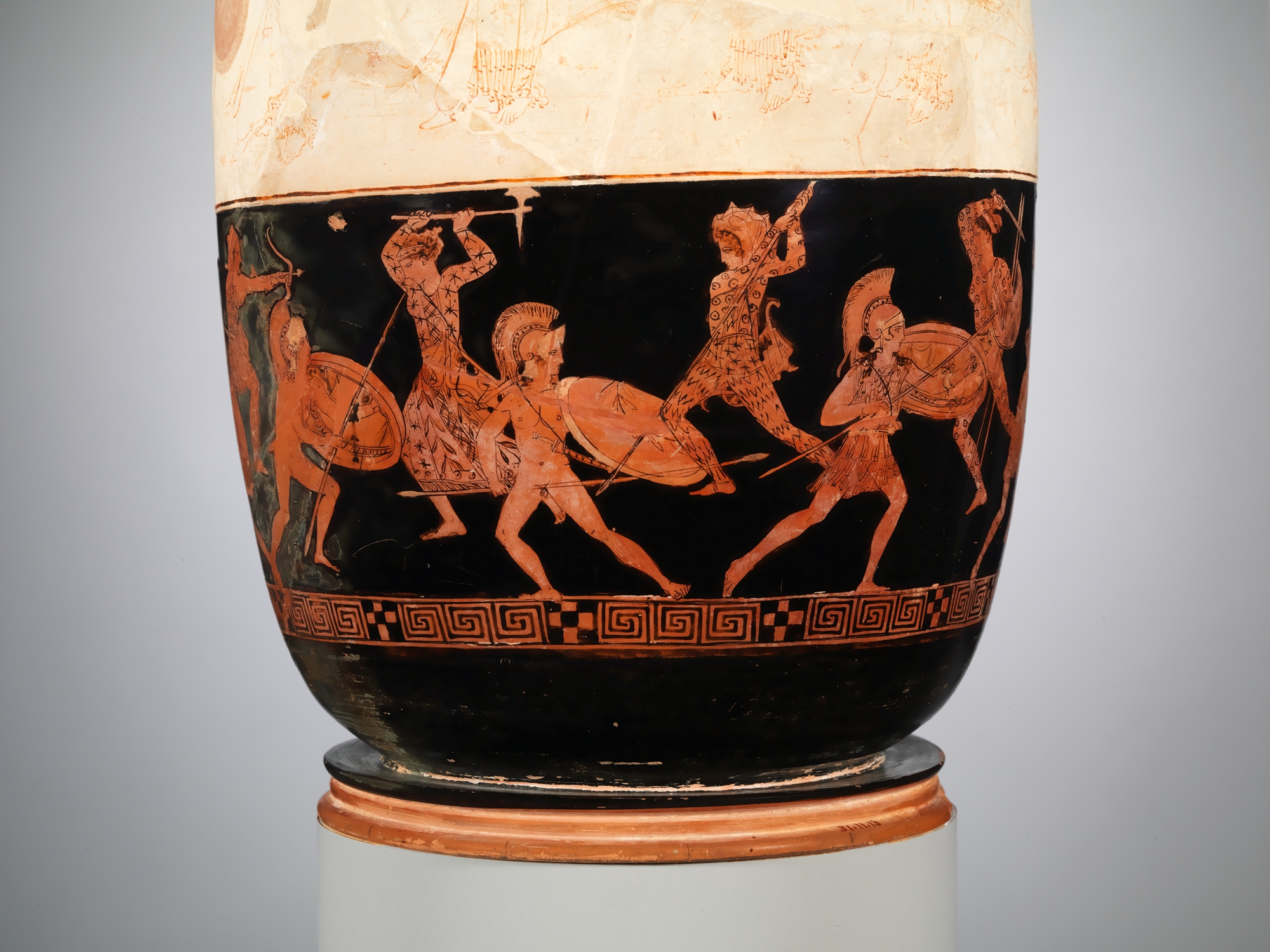
Терактовова пляшка з амазономіхією, близько 420 р. до н.е.

- Терактовова пляшка з амазономіхією, близько 420 р. до н.е.Кіма. Амазонка, ім'ям якої названо місто в Еоліді[42].
- Клімена. Амазонка[21].
- Клонія. Амазонка, супутниця Пентесілеї[36]. Вбила ахейця Меніпа. Вбита Подарком.[43].
- Ксанфа. Амазонка[21].
- Лампєто. Цариця амазонок[44].
- Лаомаха. Амазонка[21].
- Латорія. Амазонка, її ім'ям названа селище біля Ефесу[45].
- Ліка. Амазонка, учасниця битви скіфів і колхів. Убита Гесандром[46].
- Лісіпа. Перша амазонка.
- Марпа. Амазонка. Вбита Гераклом у бою[24].
- Марпесія. (Марпесса.) Цариця амазонок, дочка Арєя, мати Сінопи. Її військо перебито варварами Азії[47][48].
- Меланіпа.[49] Амазонка. Дочка Арєса, сестра Іполіти[50]. За деякими, ім'я Іпполіти[51]. Або полонянка Геракла, викупом за котру став пояс цариці Антіопи[52].
- Меніпа. Амазонка, учасниця битви скифів і колхів. Вбита Ґесандром[53].
- Міріна[54] Амазонка, її назвали «легконогою» через швидкість управління колісницею[55]. Її курган згадує Гомер: боги називають її могилою Міріни, а люди Батієєю[56].
- Молпадія. Амазонка. Згідно афінян, коли амазонки напали на Афіни, Мольпадія вбила Антіопу, а сама була вбитою Тесеєм[57].
- Окіала. Амазонка[21].
- Оріфія. Цариця амазонок, сестра Антіопи. Очолила похід на Афіни[58].
- Отрера.
- Пантаріста (Pantariste[en]). Амазонка. Вбила капітана Тіаміда.
- Пентесілея.
- Полємуса. Амазонка, супутниця Пенфесілеї[36]. Вбита Ахіллом[28].
- Полідора. Амазонка[21].
- Профоя. Амазонка. Семикратно перемагала викликаних нею на поєдинок противників. Вбита Гераклом у бою[59].
- Сінопа (Sinope (mythology)[en]). Амазонка, дочка Марпеси, незаймана[60] (за іншою версією див. Синопа[ru])[61].
- Смірна. Амазонка, володарка Ефесу. Від неї названо місто[62].
- Тєкмєса. Амазонка. Убита Гераклом у бою[24].
- Фалестріда (Талєстрида) (Thalestris). Цариця амазонок, яка відвідала Олександра Великого[63].
- Фєба[64]. Амазонка. Супроводжувала на полюванні Артеміду. Вбита Гераклом у бою[24].
- Фєрмодоса. Амазонка, супутниця Пенфесілеї[65]. Вбита Меріоном[38].
- Фесеїда. (Тєсєіда.) Амазонка[21].
- Філіпіда. Амазонка. Вбита Гераклом у бою[59].
- Фоя. (Тоя.) Амазонка, учасниця битви скіфів і колхів. Вбита Гесандром[66].
- Еґєя (Aegea[en]). Цариця амазонок.
- Елла (Аела). Амазонка. Вбита Гераклом у бою[59].
- Енія. Амазонка, одна з 12 супутниць Пентесілеї.
- Ерібєя. Амазонка. Доблесна у ратних справах. Вбита Гераклом у бою[59].

## Археологічні знахідки
На території Європейської Скіфії відомо понад 300 поховальних комплексів жінок-воїтельок. Географія їхнього поширення включає Степову Скіфію, Крим, Придністров’я, Подоння. Небіжчиць зазвичай клали випростано, спиною донизу, часто головою до певної сторони світу (найчастіше на захід і південь). Їхня смерть наставала в 15-35 років (у випадках, де вік можливо встановити). Характерно, що в могилах була схована виключно безконтактна зброя, така як луки та стріли, пращі, списи. Вміст збруї в похованнях свідчить про використання скіфськими амазонками коней. Також часто трапляються прикраси з бронзи, електруму, золота, срібла, глини, іноді з каміння (бурштину, сердоліку). Набір прикрас включає шпильки, фібули, сережки, намиста, персні, підвіски. З-поміж унікальних знахідок: халцедонова печатка та золота гривна. Предмети побуту з поховань включають дзеркала, косметику (фарбу, рум'яну, білила), посуд (глеки, тарілі, миски, лекіфи), в тому числі з залишками м'ясної їжі, що часом супроводжуються залізними ножами. Зрідка трапляються залишки одягу та взуття, чохли зі шкіри й тканини.
Скіфська могила, датована IV століттям до нашої ери, розташована поблизу стародавнього Тирасу на річці Дністер на північному узбережжі Чорного моря, містила жіночий скелет з раною в черепі — ймовірно, від бойової сокири, та в коліні — від бронзового наконечника стріли, що застряг там. Покійницю оточували 2 залізних списи, 20 стріл з бронзовими наконечниками стріл і бронзовий ніж, а також частини броні.
Поховання жінок-войовниць відомі і східніше. Понад 1000 могил степових кочівників, поширених на територіях від сучасної Туреччини до Росії, 37 % належали жінкам-воїни. Багато з них мають сліди не тільки смертельних травм, а й загоєних поранень, типових для воїнів. Більшість могил датується V—IV століттями до нашої ери. Поховані там жінки завжди молоді — у віці від 16 до 30 років.

## У мистецтві

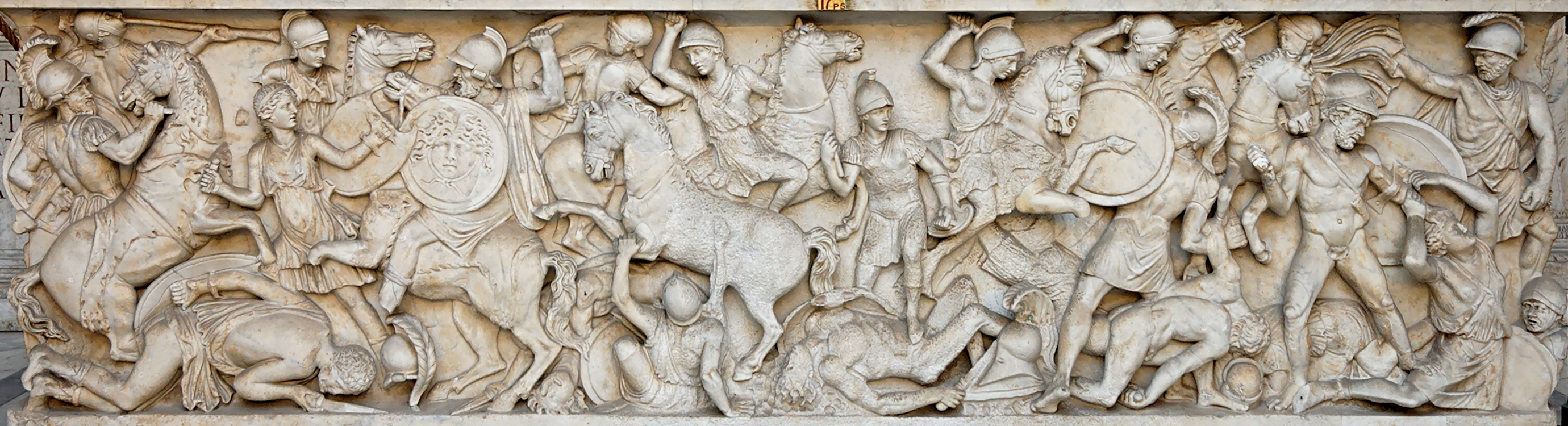
Битва греків з амазонками, 160—170 роки н. е.

Сцени битв проти амазонок (амазономахій) були популярні в грецькому мистецтві, особливо на кераміці та в монументальній скульптурі, що прикрашала деякі з найважливіших будівель, включаючи афінський Парфенон. Типово вони зображалися як жінки, що займаються чоловічими справами (в розумінні греків), зокрема воюють. Примітно, що ніде в античному мистецтві амазонок не зображали одногрудими, тож міф про припікання ними грудей напевне не був відомий грекам.
Найдавніше зображення воїна, що бореться з амазонкою, міститься на теракотовому вотивному щиті, котрий датується 700 роком до нашої ери. Боротьба Геракла з амазонками — популярний мотив на грецькій чорнофігурній кераміці (другий за популярністю після немейського лева), представлений майже 400 збереженими зразками. Амазонки, які воювали з неназваними воїнами, зображалися протягом VI і V століть до нашої ери як на чорно- та червонофігурній грецькій кераміці. В V столітті до нашої ери амазонок стали зображати в перському одязі, оскільки Греція воювала з персами і нагадування про перемоги над амазонками повинно було переконати народ, що і нових завойовників буде подолано. Загальніші амазономахії присутні на щиті статуї Афіни Парфенос у Парфеноні (438 р. до н. е.), на західному фронтоні храму Асклепія в Епідаврі (395—375 рр. до н. е.), на храмі Афіни Ніки на афінському Акрополі (бл. 425—420 рр. до н. е.), на Дельфійському Толосі (380—370 рр. до н. е.) і на храмі Ареса на агорі в Афінах.
У мистецтві відома скульптура Поліклета «Поранена амазонка», статуя Фідія та ін. Збереглися понад 30 наслідувань цих скульптур великих митців. Єднає їх однакова поза амазонки: її права рука піднята, можливо, розмахуючи списом, тоді як ліва піднімає край одягу, відкриваючи рану. Барельєфами амазономахій був прикрашений Мавзолей у Галікарнасі.
На території України на острові Березань поблизу Очакова знайдено давньогрецький чорнофігурний кубок (мастоїд) VI ст. до н. е., сюжет розпису якого — боротьба Геракла з амазонками. В Ольвії знайдено червонофігурну пеліку IV ст. до н.е. з зображенням битви греків і амазонок. Червонофігурний кратер з Пантікапея IV ст. до н.е. містить зображення амазонки, що б'ється з грифоном. Загалом у некрополях Боспора, Ольвії та Херсонеса нередко зустрічаються пеліки і лекани з зображенням жінки в скіфській шапці, як часто зображали амазонок.
У переносному значенні амазонкою називають жінку-вершницю, войовничу жінку, а також жіноче вбрання для верхової їзди на конях. З амазонками порівнювали себе суфражистки.

### У кіно
- У телесеріалі «Ксена: принцеса-воїн» — Габріель (напарниця Ксени) стає королевою племені амазонок.

### У літературі
- «Диво Жінка» у коміксах (DC Comics) народилася і була вирощена амазонками острову Теміскіра, а її мати — королева Іполіта[73].

## Астрономія
Амазонки в астрономії:
- 1042 Амазонка — астероїд головного поясу.
- На честь Клімени названий астероїд 104 Клімена, відкритий в 1868 році.
- На честь Астерії названий астероїд 658 Астерія, відкритий в 1908 році.
- На честь Іполіти названий астероїд 10295 Іполіта, відкритий в 1988 році.